# Expedición de los catalanes y aragoneses contra turcos y griegos
Expedición de los catalanes y aragoneses contra turcos y griegos es un libro de historia escrito en 1623 por Francisco de Moncada, considerada una de las crónicas más importantes escritas en España en el siglo xvii. Relata las campañas militares de la Corona de Aragón en territorios del Imperio bizantino durante el siglo xiv, describe la Gran Compañía Catalana y su influencia en el Mediterráneo.

## Contenido
Francisco de Moncada, tres siglos posterior a la dominación catalanoaragonesa del Mediterráneo Oriental, escribió la crónica con el objetivo de glorificar a su linaje, pues algunos de sus parientes formaron parte de la Compañía. Sin embargo, el rigor y detalle de su narración sobre los eventos, personajes ilustres y hazañas, hacen que el documento tenga un valor histórico destacable.
Algunos autores posteriores ven la Expedición de los catalanes y aragoneses contra turcos y griegos como una suerte de arreglo de la Crónica de Ramón Muntaner.
La Expedición de los catalanes y aragoneses contra turcos y griegos se divide en nueve capítulos, precedidos por un proemio, en los cuales se explica quiénes son los Reyes de Aragón, los almogávares, Roger de Flor, las relaciones comerciales y diplomáticas de la Corona a lo largo del mar Mediterráneo y las batallas entre catalanes y aragoneses contra genoveses, griegos, turcos, etcétera.

## Reediciones
La edición más antigua que se conserva es la de 1805 en la Imprenta de Don Antonio de Sancha, Madrid.